# Finale UEFA Champions League 2008
De UEFA Champions Leaguefinale van het seizoen 2007/08 is de zestiende finale in de geschiedenis van de Champions League. De wedstrijd vond plaats op 21 mei 2008 in het Olympisch Stadion Loezjniki in Moskou. Opnieuw stonden er twee clubs uit hetzelfde land in de finale. Manchester United nam het op tegen Chelsea FC.
Bij Manchester United stond Edwin van der Sar in het doel. Voor de Nederlander was het zijn eerste Champions League-finale sinds 1996. Na afloop werd hij door de UEFA uitgeroepen tot "Man van de Match". De supporters kozen voor Cristiano Ronaldo. Daarnaast zat Ryan Giggs op de bank bij Manchester United. Toen hij op het veld kwam als invaller brak hij het record van Bobby Charlton als speler met de meeste wedstrijden gespeeld voor Manchester, het was namelijk Giggs' 759ste wedstrijd voor Manchester United.

## Voorgeschiedenis

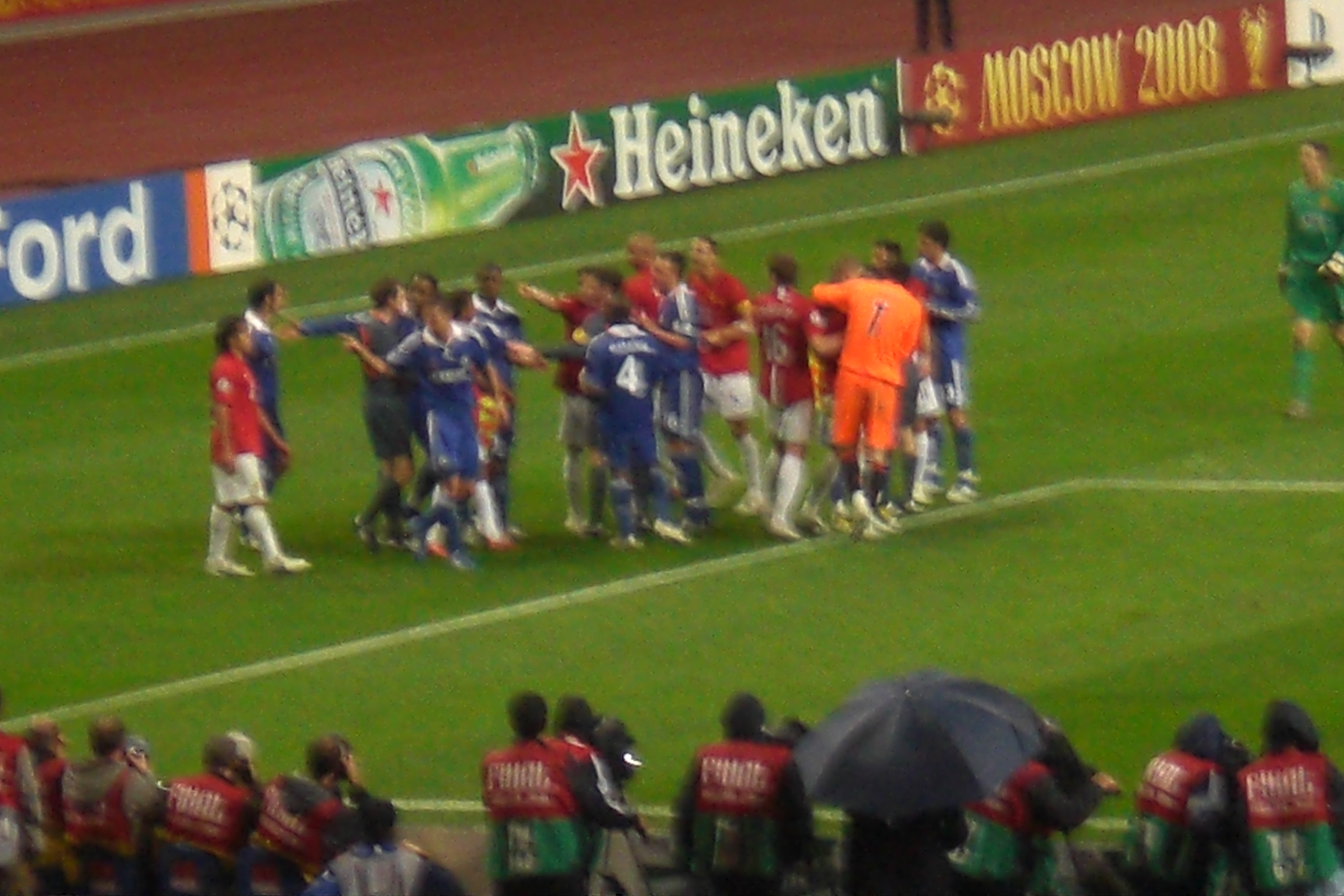
Spelers van beide ploegen maken ruzie.

Met twee clubs uit de Premier League in de finale was er een grote voorgeschiedenis. Manchester plaatste zich als kampioen voor de Champions League van 2007/08, Chelsea als vicekampioen. Manchester won de Champions League bovendien al eens in 1999, terwijl Chelsea voor het eerst in de finale stond. Enkele dagen voor de finale werd Manchester opnieuw kampioen. In theorie waren The Red Devils dus favoriet.

## Strafschoppen
Manchester United kwam al na 26 minuten op voorsprong. De Portugees Cristiano Ronaldo kopte een voorzet van Wes Brown voorbij doelman Petr Čech. Chelsea kwam echter vlak voor de rust terug op gelijke hoogte. Een schot van Michael Essien week af op Nemanja Vidić en Rio Ferdinand en belandde zo bij ploegmaat Frank Lampard, die de bal voorbij Van der Sar plaatste.
Het bleef 1-1 na 90 minuten en dus kwamen er verlengingen. Lampard kon zijn team op voorsprong brengen, maar schoot op de lat. Wat later kon invaller Ryan Giggs aan de overkant voor de beslissing zorgen. Čech lag op de grond en zag hoe Patrice Evra de bal tot bij Giggs kreeg. Die trapte op doel, maar zijn schot werd op de lijn gekeerd door John Terry.
Er kwamen strafschoppen en de eerste die miste was doelpuntenmaker Cristiano Ronaldo. De Portugees onderbrak zijn aanloop en schoot de bal in de linkerhoek, maar Čech hield de bal tegen. Bij een 4-4 stand kon aanvoerder Terry de beslissing brengen. Het regende hevig en de Engelsman schoof uit bij het trappen, waardoor de bal op de paal vloog. Nadien miste enkel Nicolas Anelka nog. Van der Sar wees naar de rechterhoek, maar Anelka trapte naar links. Van der Sar koos de goede hoek en stopte het schot.
Didier Drogba kreeg tijdens de verlengingen een rode kaart na een slag in het gelaat van Nemanja Vidić.

### Wedstrijddetails
|                           |                                                      |       |                                                     |                                                                                                   |
| 21 mei 2008 20:45 (UTC+2) | Manchester United                                    | 1 – 1 | Chelsea                                             | Olympisch Stadion Loezjniki, Moskou Toeschouwers: 63.310 Scheidsrechter: Ľuboš Micheľ (Slowakije) |
| 21 mei 2008 20:45 (UTC+2) | Ronaldo 26'                                          |       | 45' Lampard                                         | Olympisch Stadion Loezjniki, Moskou Toeschouwers: 63.310 Scheidsrechter: Ľuboš Micheľ (Slowakije) |
| 21 mei 2008 20:45 (UTC+2) | Strafschoppen                                        |       |                                                     | Olympisch Stadion Loezjniki, Moskou Toeschouwers: 63.310 Scheidsrechter: Ľuboš Micheľ (Slowakije) |
| 21 mei 2008 20:45 (UTC+2) | Tévez Carrick Ronaldo Hargreaves Nani Anderson Giggs | 6 – 5 | Ballack Belletti Lampard A. Cole Terry Kalou Anelka | Olympisch Stadion Loezjniki, Moskou Toeschouwers: 63.310 Scheidsrechter: Ľuboš Micheľ (Slowakije) |

| Man United | Chelsea |

| Manchester United: |    |                   |         |
|                    |    |                   |         |
| GK                 | 1  | Edwin van der Sar |         |
| RB                 | 6  | Wes Brown         | 120+5'  |
| CB                 | 5  | Rio Ferdinand     | 43'     |
| CB                 | 15 | Nemanja Vidić     | 111'    |
| LB                 | 3  | Patrice Evra      |         |
| RM                 | 4  | Owen Hargreaves   |         |
| CM                 | 18 | Paul Scholes      | 21' 87' |
| CM                 | 16 | Michael Carrick   |         |
| LM                 | 7  | Cristiano Ronaldo |         |
| CF                 | 10 | Wayne Rooney      | 101'    |
| CF                 | 32 | Carlos Tévez      | 116'    |
| Wisselspelers:     |    |                   |         |
| GK                 | 29 | Tomasz Kuszczak   |         |
| DF                 | 22 | John O'Shea       |         |
| DF                 | 27 | Mikaël Silvestre  |         |
| MF                 | 8  | Anderson          | 120+5'  |
| MF                 | 11 | Ryan Giggs        | 87'     |
| MF                 | 17 | Nani              | 101'    |
| MF                 | 24 | Darren Fletcher   |         |
| Coach:             |    |                   |         |
| Alex Ferguson      |    |                   |         |

| Chelsea FC:    |    |                    |            |
|                |    |                    |            |
| GK             | 1  | Petr Čech          |            |
| RB             | 5  | Michael Essien     | 118'       |
| CB             | 6  | Ricardo Carvalho   | 45'        |
| CB             | 26 | John Terry         |            |
| LB             | 3  | Ashley Cole        |            |
| DM             | 4  | Claude Makélélé    | 21' 120+4' |
| CM             | 13 | Michael Ballack    | 116'       |
| CM             | 8  | Frank Lampard      |            |
| RW             | 10 | Joe Cole           | 99'        |
| CF             | 11 | Didier Drogba      | 116'       |
| LW             | 15 | Florent Malouda    | 92'        |
| Wisselspelers: |    |                    |            |
| GK             | 23 | Carlo Cudicini     |            |
| DF             | 33 | Alex               |            |
| DF             | 35 | Juliano Belletti   | 120+4'     |
| MF             | 12 | John Obi Mikel     |            |
| FW             | 7  | Andrij Sjevtsjenko |            |
| FW             | 21 | Salomon Kalou      | 92'        |
| FW             | 39 | Nicolas Anelka     | 99'        |
| Coach:         |    |                    |            |
| Avram Grant    |    |                    |            |